# Edith Green
Edith Louise Starrett Green (Trent, 17 gennaio 1910 – Portland, 21 aprile 1987) è stata una politica e insegnante statunitense, membro della Camera dei Rappresentanti per lo stato dell'Oregon dal 1955 al 1974.

## Biografia
Nata nel Dakota del Sud, Edith Starrett crebbe nell'Oregon e frequentò il college per poi divenire insegnante. Nel 1930 si sposò con Arthur Green prendendone il cognome e lasciò il lavoro per occuparsi della famiglia. Nel 1939 tuttavia la Green tornò a studiare e, dopo essersi laureata a Stanford, divenne una commentatrice radiofonica e lobbista.
Entrata in politica con il Partito Democratico, nel 1952 la Green si candidò alla carica di Segretario di stato dell'Oregon, venendo però sconfitta di misura dal repubblicano in carica. Nel 1954 la Green tornò a concorrere per una carica pubblica, questa volta candidandosi alla Camera dei Rappresentanti; riuscì a vincere la competizione, divenendo la seconda donna eletta al Congresso dallo stato dell'Oregon dopo Nan Wood Honeyman.
La Green rimase alla Camera per venti anni, servendo un totale di dieci mandati. Nel corso della sua permanenza al Congresso, si impegnò soprattutto nella difesa delle pari opportunità e nella riforma del sistema scolastico. Nel 1974 annunciò il suo ritiro e rassegnò le dimissioni pochi giorni prima dell'insediamento del suo successore, Robert B. Duncan. Dopo il pensionamento, la Green rimase comunque attiva nel campo politico e collaborò anche con il Presidente repubblicano Ronald Reagan.
Edith Green scomparve nell'aprile del 1987 all'età di settantasette anni.